# Tlacochcalcatl

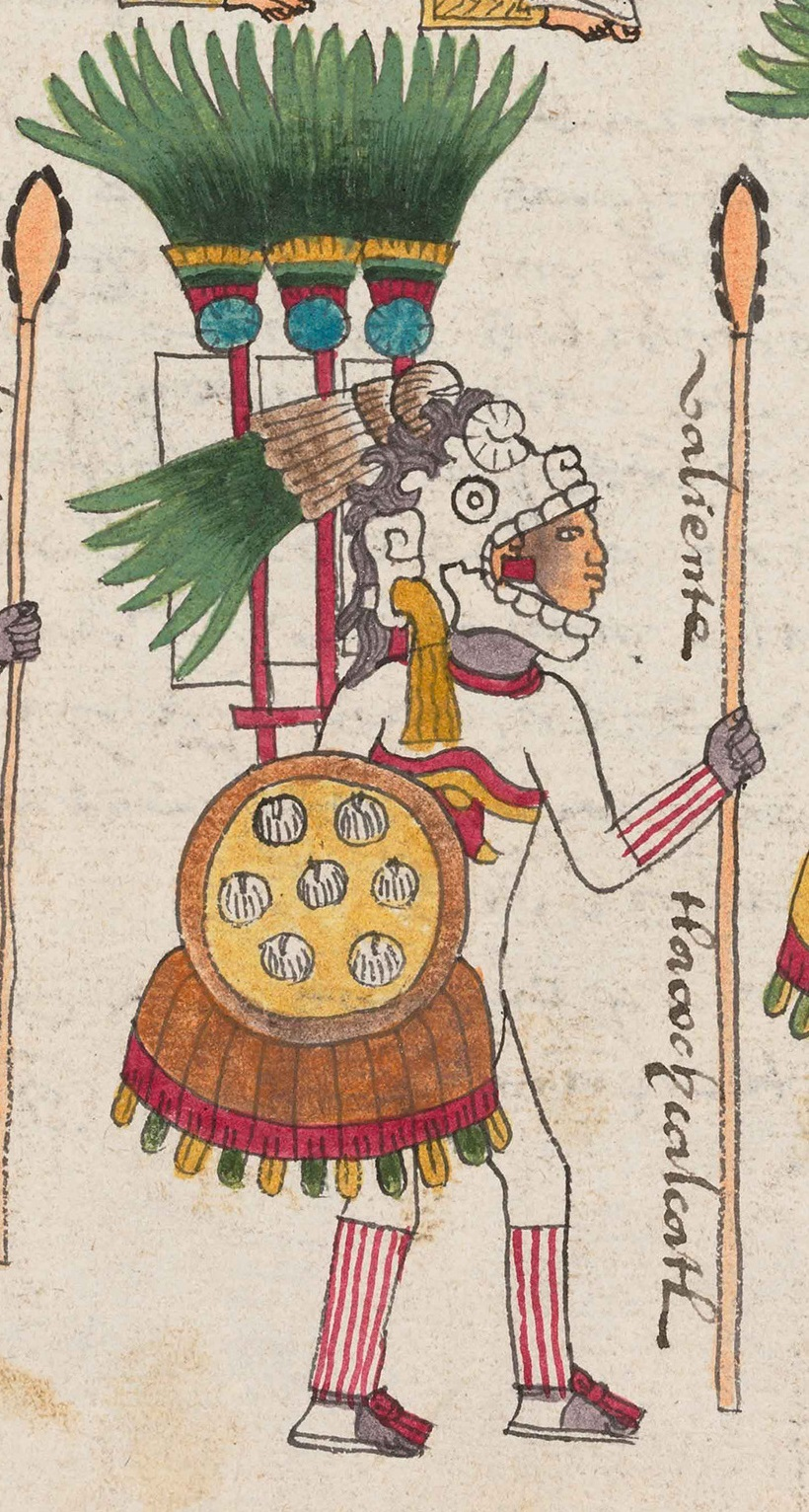
Un tlacochcalcatl como aparece en el Códice Mendoza folio 67r. El lleva un escudo(chimalli) una lanza (tepoztopilli), un casco, y una bandera(pamitl) en su espalda.

Tlacochcalcatl (pronunciación náhuatl: [t͡ɬakotʃkaɬkat͡ɬ] "El hombre de la casa de los dardos") era un título o rango militar azteca; más o menos equivalente al moderno título de general. En las guerras mexicas,  el tlacochcalcatl era el segundo al mando solo después del tlatoani y solía liderar el ejército en la batalla cuando el gobernante se encontraba ocupado en otros asuntos. Junto con el tlacateccatl (otro alto oficial), estaba a cargo del ejército mexica y tomaba las principales decisiones en asuntos militares, teniendo a su cargo la planificación de las campañas una vez que el tlatoani había decidido llevar a cabo una guerra contra otro altépetl.
El tlacochcalcatl también estaba a cargo de los Tlacochcalco ("en la casa de los dardos"), que era el nombre conjunto de las cuatro armerías situadas en las cuatro entradas del recinto ceremonial de Tenochtitlán. Estos eran los arsenales principales del ejército y eran re-abastecidos con armas nuevas cada año durante el festival de Quecholli; según una cuenta realizada por el conquistador español Andrés de Tapia, se estima que el número de armas que se encontraban en cada una de las cuatro armerías equivaldría a 500 carretadas.
El tlacochcalcatl era siempre un miembro de la orden militar de los Cuachicqueh o Guerreros rapados. Así mismo, ocupar el puesto de tlacochcalcatl era a menudo el último paso para convertirse en el próximo tlatoani.
El primer tlacochcalcatl fue instaurado bajo el gobierno de Huitzilíhuitl, quien nombró a su hermano Itzcoatl, quien probablemente también se desempeñó en este cargo durante el gobierno de Chimalpopoca. Cuando Itzcóatl se convirtió en tlatoani, nombró a Tlacaelel como tlacochcalcatl, y a Moctezuma Ilhuicamina como tlacateccatl; cuando Tlacaelel fue nombrado cihuacoatl, Moctezuma Ilhuicamina fue ascendido a tlacochcalcatl. No se sabe quién era el tlacochcalcatl durante el gobierno de Moctezuma I; aunque posiblemente Tlacaelel ocupó nuevamente el cargo durante este periodo, en conjunto con su anterior cargo de cihuacoatl. Bajo el gobierno del hijo y sucesor de Moctezuma Ilhuicamina, Axayacatl, el puesto de tlacochcalcatl era ocupado por Tizoc, quien a su vez se convirtió en gobernante de la muerte de Axayácatl. Tizoc, quien fue visto como un gobernante débil, fue eventualmente descartado, y su tlacochcalcatl, Ahuitzotl, se convirtió en gobernante. El tlacochcalcatl del gobierno de Ahuizotl fue también su sucesor: Moctezuma II (Xocoyotzin). Por otra parte, el tlacochcalcatl de Moctezuma II, a la llegada de los españoles era Cuitláhuac.